# Espelta petita
L'espelta petita (Triticum monococcum) és una planta amb flor de la família de les poàcies (Poaceae).

## Particularitats
És una espècie del gènere triticum, el mateix del blat. Pertany als diploides a causa de la seva conformació per set cromosomes.
L'espelta petita, juntament amb el blat bojal fou una de les primeres espècies de cereals domesticada per l'home, vers el 7500 aC, al Pròxim Orient. Deriva de la domesticació de l'espècie silvestre Triticum boeoticum. L'espelta petita, com l'espelta, té una pallofa forta (gluma) que cobreix el gra o, més concretament, la cariòpside.

## L'espelta petita silvestre
Es diferencia l'espècie silvestre (T.boeoticum) de la cultivada (T. monococcum) essencialment només per la biologia de la dispersió de les llavors, que en la cultivada, per efecte de la selecció humana, no cauen espontàniament.
Triticum boeoticum ocupa una àrea de l'oest d'Àsia fins al sud dels balcans, amb el centre de diversitat a Àsia Menor, i arriba a l'Iran. Creix en alzinars oberts i estepes com a mala herba segetal i al voltant de carreteres. El seu àmbit està des de nivell de mar (a Turquia) fins als 2000 m d'altitud (a l'Iran).

## Descripció

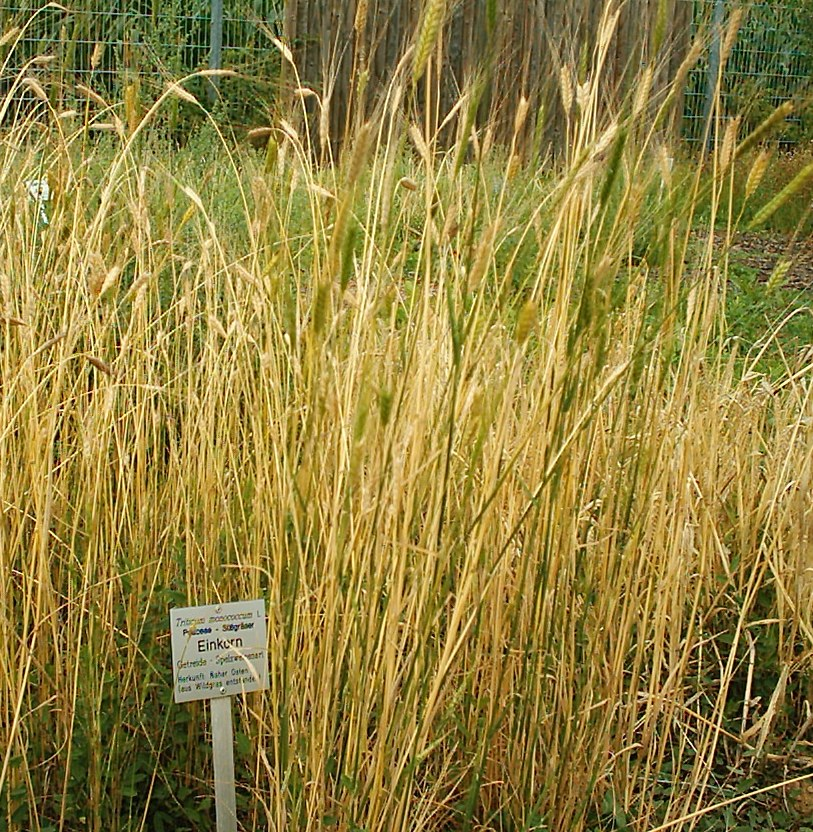
Aspecte general

L'espelta petita cultivada fa fins a 150 cm d'alt. Les espiguetes contenen generalment un sol gra (d'on prové el nom alemany i anglès d'Einkorn). Està adaptada a sols pobres i àrids, on té millor rendiment que el blat normal. El seu cicle de vegetació és molt llarg, gairebé d'un any complet.

## Gastronomia i salut
En l'antiguitat el conreu de l'espelta petita i l'espelta gran va ser molt important a Europa, però es va anar abandonant i actualment solament es preserven cultius d'aquesta espècie en algunes zones muntanyenques. A l'intestí d'Ötzi (home del 3100 aC trobat als Alps italians) es van trobar restes d'aquest tipus de llavor.
Hi ha moviments gastronòmics que afirmen que menjar aquest tipus de cereals és millor per la salut humana que consumir els blats corrents.

## Ús
Segons Aristòtil aquest gra es feia servir com a pinso per a porcs. Galè, Teofrast i Dioscòrides també el mencionen.
Comparat amb el blat té menys gluten (7%), però és panificable. Té nivells més alts de proteïna, greixos minerals i carotè.
Se'n fa pa, sopes, amanides i bulgur a Turquia.